# Чебатурина, Раиса Сергеевна
Раи́са Серге́евна Чебату́рина (30 ноября 1940, Москва, СССР) ― советский и российский театральный художник. Главный художник Марийского музыкально-драматического театра (1975―1980) и Драматического театра Северного флота в Мурманске (с 1981). Заслуженный художник Российской Федерации (2006). Заслуженный деятель искусств Марийской АССР (1979). Лауреат Государственной премии Марийской АССР (1973) и Премии Марийского комсомола имени О. Ипая (1972). Лауреат Премии губернатора Мурманской области (2008). Член Союза художников России, Союза театральных деятелей России и Международной ассоциации изобразительных искусств ЮНЕСКО.

## Биография
Родилась 30 ноября 1940 года в Москве.
В 1964 году окончила Московское художественное училище имени М. И. Калинина.
В 1964 году приехала в г. Йошкар-Олу Марийской АССР: художник по вышивке на фабрике «Труженица», директор детской художественной школы № 1. В 1967―1969 годах ― художник Русского драматического театра.
В 1975 году окончила Высшие театральные курсы при ГИТИСе.
В 1975―1980 годах ― главный художник Марийского музыкально-драматического театра.
С 1981 года ― главный художник драматического театра Северного флота в Мурманске.
В настоящее время проживает в Мурманске.

## Художественное творчество
Автор декораций, костюмов, картин, росписи по дереву, вышивок.
Является автором эскизов костюмов для ансамблей «Марий Эл», «Марий памаш», ВИА «Мари», хора «Эрвий» и самодеятельных коллективов, а также декораций для постановок Марийского музыкального и драматического театров.
Является художников декораций к постановкам более 100 спектаклей Драматического театра Северного флота, поставленных по классическим и современным произведениям: «Зов моря» Ю. О’Нила, «Пер Гюнт» Г. Ибсена, «Тартюф» Ж.-Б. Мольера, «Океан» А. Штейна, «Новоселье в старом доме» А. М. Кравцова, «Алые паруса» А. Грина, «На бойком месте» А. Островского, «Осколки» А. П. Чехова, «Зима» Е. Гришковца, «Золушка» Е. Л. Шварца, «Каменное гнездо» Х. М. Вуолийоки, «Зеркало Сен-Жермена» Б. Акунина, «Медея» Л. Разумовской, «Тщетная предосторожность» П. Бомарше, «Пять романсов в старом доме» В. К. Арро, «Недоросль» Д. Фонвизина, «Я близко! Я рядом!! Я здесь!!!» А. Шульгиной, «Муха-Цокотуха» по К. И. Чуковскому, «Щелкунчик» по Э. Гофману и многие другие. Среди последних работ ― «Туман над заливом» И. Штока (в сценической редакции А. Шарапко) и «Приключения Буратино», поставленного по мотивам сказки А. Толстого.
Зародившийся в Марийской республике интерес к народному костюму вылился в десятилетний труд, итогом которого стал графический альбом «Одежда кольских саамов» (2014).
С 1995 года является членом Союза художников России, а с 1979 года ― членом Союза театральных деятелей России.
С 1964 года ― участница международных, всесоюзных, всероссийских и региональных выставок. В 1981 году в Москве прошла её персональная выставка. Также прошли её персональные выставки в Мурманске, Североморске, Мончегорске и других городах страны.
Работы Р. С. Чебатуриной хранятся в собраниях Мурманского областного художественного музея, музеев Марий Эл ― Национального музея имени Т. Евсеева и Республиканского музея изобразительных искусств, а также в частных коллекциях в России и за рубежом (Финляндия, Швеция, Норвегия, Италия, Монголия).
В 1979 году ей присвоено почётное звание «Заслуженный деятель искусств Марийской АССР», в 2006 году ― звание «Заслуженный художник Российской Федерации». Награждена орденом Дружбы народов. Является лауреатом Государственной премии Марийской АССР и Премии Марийского комсомола имени О. Ипая (1972), а также Премий губернатора Мурманской области и главы администрации Мурманска. В 2018 году награждена золотой медалью СХР «Духовность. Традиции. Мастерство».

## Лучшие постановки
Список лучших постановок в декорациях Р. А. Чебатуриной:
- «Пять романсов в старом доме» В. Арро
- «Новоселье в старом доме» А. Кравцов
- «Золушка» Е. Шварц
- «Осколки» А. Чехов
- «Каменное гнездо» Х. Вуолийоки
- «Пер Гюнт» Г. Ибсен
- «Алые паруса» А. Грин
- «Щелкунчик» Э. Гофман
- «Муха‑Цокотуха» К. Чуковский

## Публикации
- Чебатурина Р. С. Одежда кольских саамов. Национальный костюм. Сценический костюм: графический альбом. — Мурманск, 2014.

## Признание
- Заслуженный художник Российской Федерации (2006)[16][4]
- Заслуженный деятель искусств Марийской АССР (1979)[16][3][4]
- Орден Дружбы народов (1981)[16]
- Золотая медаль СХР «Духовность. Традиции. Мастерство» (2018)[3][6]
- Государственная премия Марийской АССР (1973)[16] ― за декорации к балету «Лесная легенда»[3][4][17]
- Премия Марийского комсомола имени О. Ипая (1972)[16][3][4]
- Премия губернатора Мурманской области «За особый вклад в развитие культуры и искусства» (2008)[6][7]
- Премия главы администрации г. Мурманска «За личный вклад в развитие культуры и искусства города Мурманска» (2007)[6][7]
- Лауреат театрального фестиваля «Северная Ника» (1998)[6][7]
- Почётная грамота Президиума Верховного Совета Марийской АССР (1971)[16][4]